# SD35型柴油机车
SD35型柴油机车是美国通用汽车易安迪公司（GM-EMD）在1960年代初推出的一款柴油机车，主要竞争对象是通用电气的U25C型柴油机车，以及美国机车公司的世纪628型柴油机车。
1959年，通用电气公司正式投身于激烈竞争的柴油机车领域，向市场推出装用FDL16型柴油机的U25B型柴油机车，这款机车是美国第二代柴油机车的典型代表，柴油机装车功率达到2500马力，是当时美国国内单机功率最大的四轴柴油机车，使其成为通用电气公司第一款成功打入美国本土市场的干线柴油机车。U25B型柴油机车的出现，使易安迪公司和美国机车公司第一次感受到市场竞争之激烈，当时易安迪公司并没有可以与之抗衡的车型，产品线中功率最大的四轴干线调车机车是采用16-567D2型柴油机的GP20型柴油机车，柴油机装车功率只有2000马力。
易安迪公司为了回应通用电气的竞争，加上提高单机功率已是当时干线机车的发展趋势，于是在1961年推出功率更大的GP30型柴油机车，装用16-567D3型柴油机使之功率提升至2250马力。尽管如此，GP30型柴油机车的功率还算不上是U25B型柴油机车的同级对手。1963年，易安迪公司宣布推出16-567D3A型涡轮增压柴油机，通过重新设计的活塞结构和吸气系统，将额定最高转速提高到每分钟900转，使其额定功率提升至2500马力，同年又推出装用这款柴油机的GP35型柴油机车。1964年，易安迪推出六轴版本的SD35型柴油机车，作为取代SD24型柴油机车的换代车型，以及采用机械增压的GP28、SD28型柴油机车。
1964年6月至1966年1月间，易安迪共制造了360台SD35型柴油机车，全部交付美国本土的铁路公司使用，主要用户包括南方铁路、诺福克和西方铁路、宾夕法尼亚铁路、南太平洋鐵路、巴尔的摩与俄亥俄铁路、大西洋海岸线铁路、路易斯维尔和纳什维尔铁路、切薩皮克與俄亥俄鐵路、新泽西中央铁路等。此外，易安迪还在此基础上开发出装备蒸汽锅炉的SDP35型客运机车。
SD35型柴油机车是干线货运用的六轴柴油机车，采用单司机室、底架承载结构、双侧外走廊的罩式车体，车体上部自前向后由电气室、司机室、动力室、冷却室四部分组成，其中电气室一端称为短罩端，动力室和冷却室一端称为长罩端，而短罩端的高度比长罩端低，使司机室的瞭望视野大为改善。机车走行部沿用SD24型柴油机车的“Flexicoil”转向架，二系悬挂采用扰度较大的螺旋圆弹簧，以改善机车的运行品质和线路适应性。动力装置为一台16气缸、二冲程、涡轮增压的16-567D3A型柴油机。传动系统采用直—直流电传动，柴油机直接驱动一台D32型直流发电机，发出的直流电供给六台D67型直流牵引电动机。牵引电动机采用轴悬式驱动方式，牵引齿轮传动比为3.93（59：15）。